# حوزه انتخابیه نهم واشینگتن
حوزه انتخابیه نهم واشینگتن یک حوزه انتخابیه مجلس نمایندگان آمریکا است که در ایالت واشینگتن قرار دارد.